# Корлата
Корлата (рум. Corlata) — село у повіті Сучава в Румунії. Входить до складу комуни Беркішешть.
Село розташоване на відстані 345 км на північ від Бухареста, 19 км на південний захід від Сучави, 123 км на захід від Ясс.

## Населення
За даними перепису населення 2002 року у селі проживали 517 осіб, усі — румуни. Усі жителі села рідною мовою назвали румунську.